# Friedrich Abert
Friedrich Abert (* 4. April 1888 in Selb; † 24. Februar 1963) war ein deutscher Landrat.

## Leben
Nach dem Abitur studierte Friedrich Abert Rechtswissenschaften an der Julius-Maximilians-Universität Würzburg, wo er Mitglied der AMV Würzburg (nichtschlagende Studentenverbindung) war. Nach dem juristischen Vorbereitungsdienst musste er Kriegsdienst leisten. Sein zweites juristisches Staatsexamen (früher Staatskonkurs) legte er 1919 ab und kam als Bezirksamtsassessor zum Bezirksamt Dillingen an der Donau. Er wechselte in die Landesverwaltung und war am 16. April 1922 Regierungsrat im Bayerischen Staatsministerium für Unterricht und Kultur. Am 1. Juli 1930 wurde er zum Bezirksamtsvorstand (ab 1939 Landrat) des Bezirksamtes Kelheim (ab 1939 Landkreis Kelheim) gewählt, blieb bis zu seiner Entlassung im Jahr 1945 in diesem Amt und wurde interniert. Im Entnazifizierungsverfahren wurde er durch die Spruchkammer Kelheim als Mitläufer eingestuft. So kam er im Oktober 1948 als juristischer Hilfsarbeiter zum Verwaltungsgericht München, wo er zum Jahresbeginn 1950 zum Verwaltungsgerichtsrat und am 19. April 1952 zum Verwaltungsgerichtsdirektor ernannt wurde. Zum 1. Mai 1953 ging Abert in den Ruhestand.
Zum 1. Mai 1933 war er in die NSDAP und SA eingetreten, wo er zuletzt Oberscharführer war.